# Jumping Cariboo Lake
Jumping Cariboo Lake är en sjö i Kanada.   Den ligger i Nipissing District och provinsen Ontario, i den sydöstra delen av landet, 300 km nordväst om huvudstaden Ottawa. Jumping Cariboo Lake ligger 309 meter över havet. Arean är 5,5 kvadratkilometer. Den sträcker sig 6,4 kilometer i nord-sydlig riktning, och 2,8 kilometer i öst-västlig riktning.
I omgivningarna runt Jumping Cariboo Lake växer i huvudsak blandskog. Trakten runt Jumping Cariboo Lake är nära nog obefolkad, med mindre än två invånare per kvadratkilometer.